# Patellapis spinulosa
Patellapis spinulosa là một loài Hymenoptera trong họ Halictidae. Loài này được Cockerell mô tả khoa học năm 1941.